# Lassiter
Lassiter és una pel·lícula estatunidenca dirigida per Roger Young el 1984. Ha estat doblada al català.

## Argument
A Londres, el 1934, un atracador gentleman de malnom Nick Lassiter és detingut de bon matí per Scotland Yard. Ha de ser confrontat a testimonis d'un pretès atracament en una joieria. Ràpidament, comprèn que es tracta d'un muntatge. L'inspector John Becker de Scotland Yard i l'agent Peter Breeze del FBI li proposen en efecte un sorprenent mercat: si accepta de robar deu milions de dòlars en diamants a l'ambaixada d'Alemanya — diamants destinats a la propaganda i a la xarxa de espionatge nazi — serà lliure. En el cas contrari, serà condemnat a vint anys de presó.

## Repartiment
- Tom Selleck: Nick Lassiter
- Jane Seymour: Sara Wells
- Lauren Hutton: Kari von Fursten
- Bob Hoskins: L'inspector John Becker
- Joe Regalbuto: L'agent Peter Breeze
- Ed Lauter: Smoke
- Warren Clarke: Max Hofer
- Christopher Malcolm: Quaid
- Barrie Houghton: Eddie Lee
- Edward Peel: El sergent Allyce
- William Morgan Sheppard: Sweeny
- Harry Towb: Roger Boardman
- Belinda Mayne: Helen Boardman